# نائوتو تاجیما
نائوتو تاجیما (انگلیسی: Naoto Tajima؛ ۱۵ اوت ۱۹۱۲ – ۴ دسامبر ۱۹۹۰) ورزشکار دو و میدانی اهل ژاپن بود.
وی در مسابقات کشوری و بین‌المللی در مجموع برندهٔ ۱ مدال طلا، ۱ مدال برنز در رشته‌های پرش طول و پرش سه‌گام شده‌است.